# Лончна (Валбжиський повіт)
Лончна (пол. Łączna, нім. Raspenau) — село в Польщі, у гміні Мерошув Валбжиського повіту Нижньосілезького воєводства.
Населення — 115 осіб (2011).
У 1975-1998 роках село належало до Валбжиського воєводства.

## Демографія
Демографічна структура станом на 31 березня 2011 року:
|          | Загалом | Допрацездатний вік | Працездатний вік | Постпрацездатний вік |
| -------- | ------- | ------------------ | ---------------- | -------------------- |
| Чоловіки | 60      | 13                 | 42               | 5                    |
| Жінки    | 55      | 7                  | 34               | 14                   |
| Разом    | 115     | 20                 | 76               | 19                   |